# 大家食

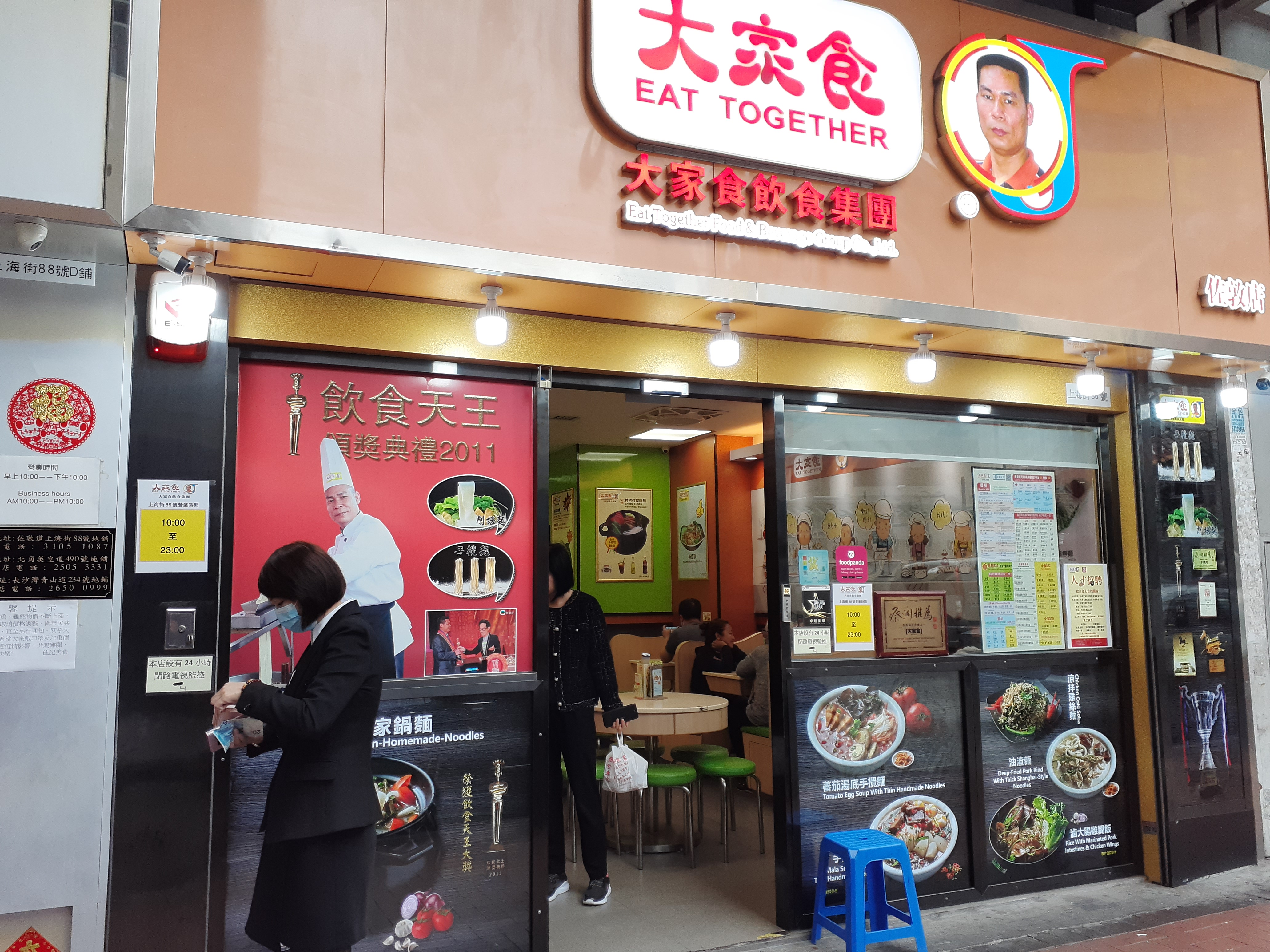
翻新後的大家食佐敦上海街分店

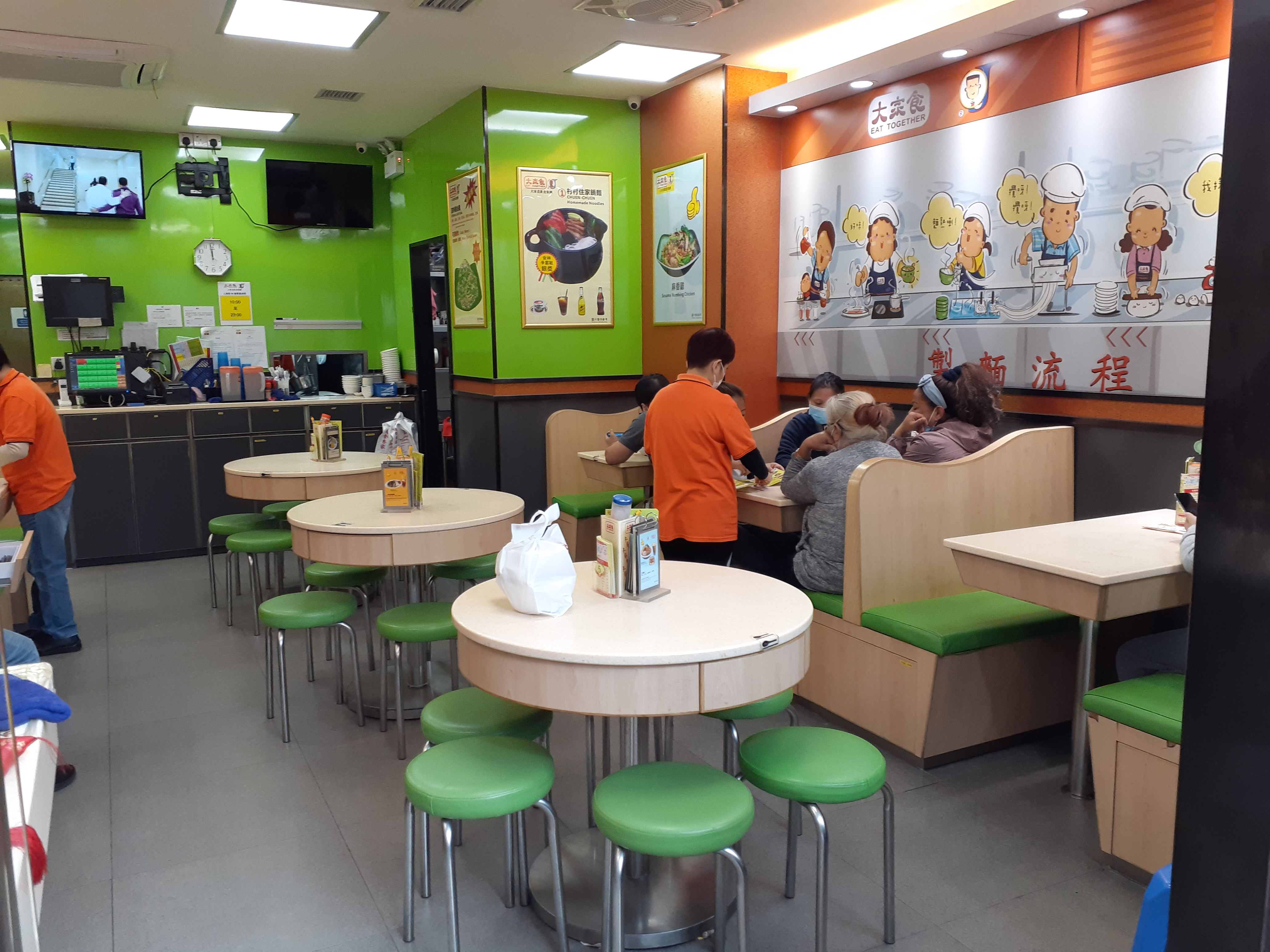
翻新後的大家食佐敦上海街分店室內環境

大家食（英語：Eat Together）是香港一所連鎖食店，由「大家食飲食集團有限公司」管理。第一間分店於1998年8月在深水埗開設，現時全港擁有多間分店，以售賣「手攪麵」和「削搖麵」作招牌食品。

## 創辦人
大家食的創辦人为呂以村（2012年已改名為呂茂正）。呂原為廣東省汕尾海豐人，1993年移民初來到香港，第一、二份工作都在食肆任職，從雜工做到大廚，也做過搬運工、侍應、酒樓廚師、日式串燒店；其後，轉為自己做老闆，在薄扶林道香港大學附近，推木頭車賣炭燒的雞蛋仔，同時兼做地盤。1998年，他看中港人喜歡吃麵條，便用賣雞蛋仔賺來的二十多萬積蓄，在深水埗福榮街開設了首間大家食。2008年8月10日，大家食在九龍城馬頭角道的工場發生火警，呂以村救火時被灼傷右手，但拒絕送院，事件多年後再被網民討論，成一時佳話。
呂以村（已改名為呂茂正）喜歡書法和作詩，宣傳標語和菜式命名都由他親自負責，也曾設計迷彩員工制服，懷愐「以前做軍人嘅日子」。另外，由於大家食的招牌上有英文字母「J」字，使不少人誤以為大家食的全名是「大家食J」。對此，他解釋加入「J」字純為美觀，以及帶來幸運。他常常請員工去旅行，又指自己出身基層，不追求虛榮，只想專心做好食物。 
2021年7月，呂以村（已改名為呂茂正）決心改革，舉辦大家食Logo設計比賽，建立全新形象。比賽於10月5日進入網上投票階段，並於11月7日選出冠軍。
2022年11月，呂以村（已改名為呂茂正）推出「J擁躉」計劃，向支持者送出限量金屬標貼，憑此可以於大家食獲得優惠。2023年5月，呂以村（已改名為呂茂正）與本地服裝品牌AYES合作，授權大家食 LOGO 和借出肖像，推出限量版聯乘系列 T 恤。

## 商標鬧雙胞

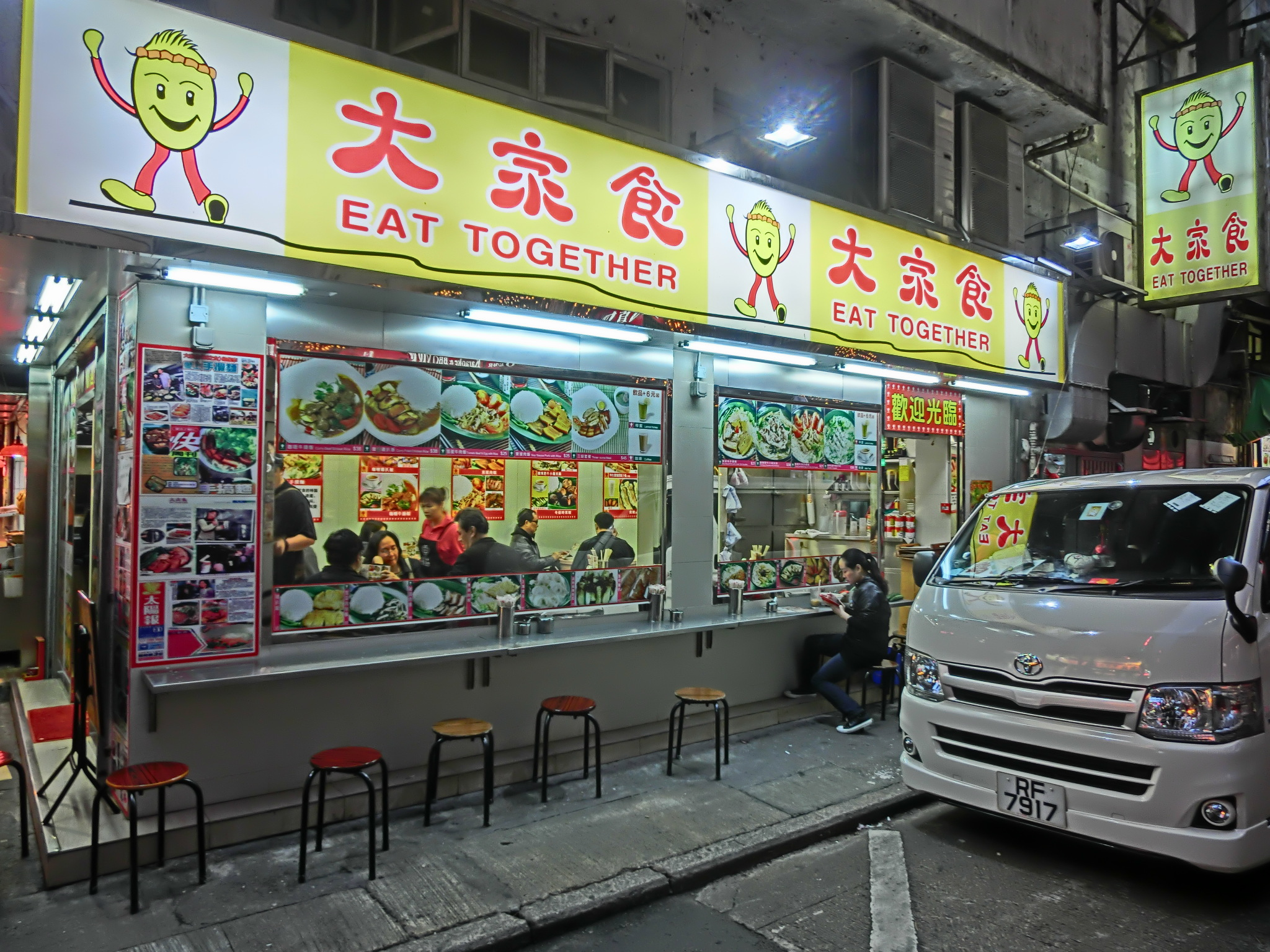
位於油麻地永星里的一間無人像商標、以「大家食」名義經營的店舖

呂以村（已改名為呂茂正）曾在中國大陸當過6年解放軍軍人，故以自己的「平頭裝」為店舖生招牌。坊間另有一間名為「大家食、新之食」之同名店舖，由呂宇民經營，並提供相類似的食品如手攪麵、東坡肉、茄蛋牛肉麵等，坊間傳聞經營者和呂是同門，商標爭議情況和海天堂相似，而呂以村（已改名為呂茂正）更在其店及其網站註明「無人像商標不屬本公司，請勿上當」。

## 總公司和分店
2009年，集團以1,920萬元購入葵涌打磚砰街華基工業大廈地下作為總公司地址。
另外，該食店目前有六間分店：
- 深水埗福榮街總店
- 深水埗汝州街分店
- 旺角上海街分店
- 佐敦上海街分店
- 黃大仙銀鳳街分店

2021年8月，副線「米線風雲」於元朗開張，並於9月2日正式試業。
- 翻新前的佐敦上海街分店
- 旺角旺角道分店（已結業）
- 油麻地彌敦道分店（已結業）
- 無人像商標大家食店舖（前）與人像商標大家食總店（後）同時於深水埗福榮街開設

## 宣傳口號
- 「一次不試您錯過，二次不來我過錯。」[1]
- 「一家做麵大家食，大家食麵碗碗香。」
- 「用心創出美味送菜，用手搞出條條好漢。」
- 「大家見面大家食，大家食面見大家。」
- 「大家食又有金槍人。」
- 「平頭削麵吃得飽，麵吃不飽削平頭。」

## 菜式
- 削搖麵
- 手攪麵
- 茄蛋牛肉麵
- 村村住家鍋麪（飲食天王至尊榮譽得獎主食菜式）
- 皇牌炸醬撈麵
- 恐龍頭骨湯麵
- 八聚會
- 十三會
- 十八會
- 過山雞
- 狀元骨

## 獎項
- 蔡瀾推薦香港最好餐廳之一
- 新城電台第四屆食神爭霸戰銀獎
- 2011TVB飲食天王

## 外部鏈接
- 大家食飲食集團有限公司網站（页面存档备份，存于）